# Армстронгіт
Армстронгіт (CaZr[Si6O15]·3H2O)  — рідкісний мінерал, силікат.

## Відкриття і прояви
Вперше був описаний у 1973 році за проявом у пегматиті "Дорожний" Ханбогдського району провінції Умнеговь, Монголія. Його назвали на честь американського астронавта Ніла Армстронга.